# Boqueho
Boqueho (bretonisch: Boskazoù) ist eine französische Gemeinde mit 1.054 Einwohnern (Stand: 1. Januar 2022) im Département Côtes-d’Armor in der Region Bretagne.

## Geographie
Boqueho wird von mehreren kleineren Dörfern umgeben, die nächsten größeren Gemeinden sind Châtelaudren im Norden, Plouvara im Nordosten, Saint-Donan im Südosten und Saint-Gildas im Süden.
In der Nähe stehen die als Monument historique registrierten Menhire von Kergoff.

## Bevölkerungsentwicklung
| 1962 | 1968 | 1975 | 1982 | 1990 | 1999 | 2008 | 2016 |
| 729  | 828  | 755  | 766  | 791  | 848  | 1011 | 1081 |

## Baudenkmäler
Siehe: Liste der Monuments historiques in Boqueho